# Saint-Just-d'Avray
Saint-Just-d'Avray là một xã thuộc tỉnh Rhône trong vùng Auvergne-Rhône-Alpes phía đông nước Pháp. Xã này nằm ở khu vực có độ cao trung bình 557 mét trên mực nước biển.